# Pierre Batiffol
Pierre Batiffol (Tolosa, 27 febbraio 1861 – Parigi, 13 gennaio 1929) è stato un presbitero, storico e teologo francese.

## Biografia
A partire dal 1878 Pierre Battifol studiò nel seminario presso la Chiesa di Saint-Sulpice a Parigi, dove fu consacrato nel 1884; proseguì i suoi studi presso l'Institut catholique de Paris e l'École pratique des hautes études, entrando in contatto con Louis Duchesne, eminente storico della Chiesa. Ordinato presbitero nel giugno 1894, tra il 1887 ed il 1889 a Roma con Giovanni Battista de Rossi approfondì lo studio della archeologia cristiana e della liturgia antica. Dal 1889 al 1898 e dal 1907 fino al 1929 fu insegnante alla Ecole Sainte-Barbe di Parigi.
All'età di 24 anni (nel 1885), ottenne una borsa di studio dal Ministero dell'Istruzione Pubblica per recarsi in Albania e collazionare un manoscritto greco del VI secolo: il Beratinus 1. Approfittò di questo viaggio per contribuire alla revisione della Guide de la Grèce (Guida della Grecia).
Dal 1889 al 1898 e dal 1907 al 1929 insegnò al Collège Sainte-Barbe di Parigi. Dopo aver difeso la sua tesi su L'Abbaye de Rossano (L'Abbazia di Rossano) nel 1891, nell'anno successivo fondò con l'amico Marie-Joseph Lagrange la rivista Revue Biblique, fondò la rivista Revue Biblique per difendere e promuovere l'uso del metodo storico-critico per l'esegesi dell'Antico e del Nuovo Testamento. Nello stesso anno gli viene conferito il titolo di Dottore in Lettere dalla Facoltà di Lettere dell'Parigi. Nel 1899 fondò il Bulletin de littérature ecclésiastique.
Nel 1898 fu nominato direttore dell'Institut catholique di Tolosa dall'arcivescovo locale Mons. François-Désiré Mathieu e il suo impegno fu diretto verso un approccio storico-critico della teologia: impiegò rigorosi metodi critici per lo studio dei dogmi della Chiesa e della sua storia così come nell'analisi manoscritti delle Sacre Scritture. La cattedra gli fu tolta a causa dei suoi studi sulla Eucaristia pubblicati nel 1905 (che furono inseriti nell'Index librorum prohibitorum), della sua critica ad una serie di storie agiografiche e soprattutto perché, dopo l'enciclica di papa Pio X Pascendi Dominici Gregis (8 settembre 1907), fu considerato un modernista. Ciò avvenne sebbene fosse stato uno dei primi a mettere in guardia dal radicalismo delle posizioni di Loisy e dei suoi seguaci. Dopo aver scritto una lettera di sottomissione, Batiffol rassegnò le dimissioni dalla cattedra presso l'Institut Catholique.
Fu criticato per il suo approccio critico ad alcune leggende e per la sua amicizia con Mons. Mignot, vescovo di Albi. Tuttavia, secondo il suo corrispondente, l'abate Louis Venard: 
(Louis Venard, Mémoires)
Tornato a Parigi, contribuì a fondare il Bulletin d'ancienne littérature et d'archéologie chrétienne. Continuò a pubblicare e gli furono conferiti dottorati honoris causa dalle Università di Lovanio (Dottore in Lettere, nel 1922) e di Oxford (Dottore in Teologia, nel 1927)..
Nel 1915 fu nominato canonico titolare di Notre-Dame de Paris. Già Ufficiale dell'Accademia nel 1897, fu nominato Cavaliere della Legion d'Onore il 1º agosto 1928, in riconoscimento della sua importante opera letteraria, mentre era presidente della Société nationale des antiquaires de France al Louvre. Morì improvvisamente l'anno successivo, il 13 gennaio 1929, nel convento delle Suore Agostiniane di rue des Plantes, nel XIV arrondissement di Parigi.
Batiffol esaminò ed analizzò il Codex Beratinus, il Beratinus II, il Codex Curiensis e parecchi altri manoscritti. Nel 1887 riscoprì e descrisse il Codex Vaticanus 2061.

## Premi e riconoscimenti
- Cavaliere della Legion d'Onore il 1º agosto 1928[6];
- Ordine delle Palme accademiche[senza fonte]

## Opere
- «Evangeliorum Codex Graecus Purpuraeus Beratinus», in: Mélanges d'archéologie et d'historie (École française de Rome) 5 (1885).
- Les manuscrits grecs de Berat d'Albanie et le Codex Purpureus Φ, Paris 1886.
- Didascalia 318 patrum pseudepigrapha, 1887.
- «Ungedruckte Papst- und Kaiserurkunden aus basilianischen Archiven», in: Römische Quartalschrift für christliche Altertumskunde und Kirchengeschichte, 1888, s. 36
- Studia Patristica I. II, 1889/90
- La Vaticane de Paul IV à Paul V, 1890
- L'Abbaye de Rossano (doktoravhandling), 1891
- L'Histoire du bréviaire romain (Paris, 1893)
- Anciennes littératures chrétiennes: La littérature grecque, 1897
- Etudes d'histoire et de théologie positive, 1902
- L'Eucharistie, 1905
- L'Enseignement de Jésus (con Alfred Loisy), 1905
- L'Avenir prochain du Catholicisme en France, 1907
- L'Eglise naissante et le catholicisme, 1908
- La paix constantinienne, 1914
- Leçons sur la messe, 1916
- Etudes de liturgie et d'archéologie chrétienne, 1919
- Le catholicisme de Saint Augustin, 2 bind, 1920
- Les Survivances du Culte Impérial Romain, à propos des rites shintoïstes (1920, sammen Louis Bréhier)
- Le Siège apostolique, 1924
- Saint Grégoire, 1925
- Catholicisme et papauté, 1926.
- Cathedra Petri: Études d'Histoire ancienne de l'Église (utgitt posthumt, 1938)